# Deflektor
Deflektor — компьютерная игра в жанре головоломка, разработанная Vortex Software в 1987 году. Геймдизайнером, разработчиком и художником игры является Коста Панайи, а над музыкой и звуковым сопровождением Deflektor работал Бен Даглиш. Игра была выпущена компанией Gremlin Graphics Software Ltd. в декабре 1987 года на платформе ZX Spectrum в Великобритании и в феврале 1988 года компанией Erbe Software в Испании. В дальнейшем Deflektor был портирован на ряд платформ и выпускался в странах Европы и в Японии. Игра переиздавалась и выпускалась в составе нескольких сборников, в том числе в 2012 году в составе сборника на платформе iOS.
Игровой мир Deflektor состоит из лазера, множества зеркал, мишеней и других объектов. Игрок управляет положением зеркал и других предметов для того, чтобы изменять направление луча и поражать заданные цели. При этом имеются дополнительные трудности: источник лазера постепенно теряет свою энергию, попадание луча в некоторые объекты приводит к перегреву системы, положение зеркал может измениться из-за воздействия на них различных существ и другие. В игре имеется несколько десятков уровней, для прохождения каждого из которых необходимо уничтожить все заданные цели, что открывает доступ к приёмному устройству, точное попадание в которое завершает уровень.
Игровая пресса хорошо встретила Deflektor. Критиками были отмечены его высокая играбельность, увлекательность и оригинальность. Также игра получила положительные отзывы по графике, сложности и глубине проработки. Журналисты не нашли в игре явных недостатков, а в обзорах самую низкую оценку получили звуковые эффекты. Вместе с тем высоко были оценены мелодии Deflektor, а сама игра удостоилась нескольких наград.
В 1989 году вышел сиквел Mindbender, называемый в некоторых версиях как Deflektor 2. Deflektor породил множество клонов и оказал влияние на творчество геймдизайнеров, в том числе и современных. Музыка игры исполняется на ретро-концертах и служит источником вдохновения для композиторов, а её программная реализация рассматривалась как пример для участников демосцены.

## Игровой процесс

Игровой процесс Deflektor (версия для ZX Spectrum). Луч прошёл через несколько зеркал и попал в блок, преломляющий свет случайным образом. Для уничтожения узлов-шариков направлять в блок луч нужно на некоторое время, так как после блока свет попадает в шипы-мины и это вызывает перегрев.

### Игровой мир
Игровой мир является двумерным, отображается в перспективе сверху вниз и представляет собой последовательность уровней, каждый из которых имеет размер в один экран. Действие происходит в лаборатории, внутри которой находится множество различных объектов, среди которых всегда имеется один источник лазерного луча и один приёмник.
Основными игровыми элементами являются зеркала, каждое из которых представляет собой пластину, которая перпендикулярна плоскости лаборатории. Игрок может вращать любое зеркало по или против часовой стрелки. Если луч попадает на пластину, то он либо отражается (по закону отражения), либо проходит вдоль её плоскости и не отклоняется. Следующими важными элементами являются узлы-цели (в описании игры англ. nodes, в обзорах «шарики-капли» (англ. blob)), которые уничтожаются в случае попадания в них луча лазера. Как правило, на каждом уровне присутствуют стенки, которые могут быть двух видов: поглощающие свет и отражающие по закону отражения.
Вышеописанные элементы обязательно присутствуют на уровне, но кроме них могут быть и другие. Некоторые зеркала могут самостоятельно вращаться (игрок может только остановить одно из них, пытаясь вращать в обратном направлении). На уровнях может быть несколько типов блоков, влияющих на свет особенным образом. Одна из их разновидностей работает всегда в паре и такие блоки «телепортируют» свет, когда при попадании в один из них луч появляется из другого под тем же углом. Некоторые блоки влияют на свет таким образом, что луч при попадании в один из них отклоняется случайным образом, и по прошествии времени угол преломления случайно изменяется. Кроме того, существуют поляризационные блоки, которые поглощают свет, пропуская его только в одном направлении. При этом они могут быть как статичными, так и вращающимися, когда при попадании света он пропускается только в определённом положении блока (соответственно, при прямом попадании луч проходит сквозь такие блоки не постоянно, а периодически в короткие промежутки времени).

### Игровая механика
Для прохождения уровня от игрока требуется, чтобы луч лазера попал из источника в приёмник. Однако в начале каждого уровня приёмник лазера закрыт барьером, за который луч проникнуть не может, а для снятия барьера игроку необходимо с помощью лазера уничтожить все узлы-цели.
Лазерная установка характеризуется параметрами запаса энергии и уровня перегрузки. Запас энергии ограничен и он полностью пополняется в начале каждого уровня или после потери жизни. Во время игры лазерная установка потребляет энергию, и в случае полной разрядки игрок теряет жизнь, что ограничивает время для прохождения. Текущая нагрузка на лазерную установку влияет на её тепловое состояние (англ. heat), что отражается на шкале теплового индикатора. В начале уровня нагрузка минимальна, но во время игры при определённых обстоятельствах лазерная установка начинает греться, что происходит, например, когда отражённый луч попадает в источник. Нагрев может происходить и в других случаях: если свет попадает в объект «шипы» (англ. spikes; также известен как «мина» (англ. mine)), когда луч лазера проходит слишком большой путь, при попадании в определённые стенки и блоки и т. д. Если индикатор нагрева достигает максимума, то происходит перегрузка (англ. overload) и игрок теряет жизнь; если условия повышенной нагрузки перестают выполняться, то уровень перегрузки постепенно снижается.
Начиная с третьего уровня начинают появляться «призраки» (англ. phantoms, в других описаниях называемые «солнечными зайчиками» или «насекомыми»), которые случайным образом перемещаются в лаборатории. Если один из них касается зеркала, то изменяет его положение, что может помешать игроку. В свою очередь, игрок может ловить «призраков» и получать за это дополнительные очки, но на это уходит время.
Для прохождения каждого уровня игроку даются три жизни (если игрок переходит на новый уровень, то в его начале будет ровно три жизни). Очки даются за уничтоженные узлы-шарики по мере прохождения уровня, а по его завершении начисляются дополнительные очки за сохранённые жизни и остаток энергии. Если жизни заканчиваются, то игрок проигрывает и набранные им к этому моменту очки могут попасть в игровую таблицу рекордов (количество мест в которой ограничено), и следующая игра начинается заново, с первого уровня. Всего Deflektor предлагает для прохождения 60 уровней-экранов, по мере прохождения которых сложность увеличивается за счёт более сложных лабиринтов лаборатории и необходимости выполнения большего количества действий за ограниченное время. В игре предусмотрен тренировочный режим, состоящий из трёх облегчённых уровней, на которых лазер не может перегреться, а запас энергии у лазерной установки намного больше.

### Интерфейс
Управление реализовано через игровой экранный курсор, и при этом задействуется джойстик и его кнопка. Игрок может перемещать курсор по экрану и с помощью кнопки «огонь» активизировать его на объекте (например на зеркале), и далее им управлять. Аналогичным образом происходит охота на «солнечных зайчиков»: при активации курсора на одном из них тот считается «пойманным» и перестаёт мешать игроку.

## Разработка и выход игры
Во время создания игры Коста Панайи являлся основным программистом, геймдизайнером и художником в компании Vortex Software, и при этом преимущественно программировал на платформе ZX Spectrum. До Deflektor’a он разработал и выпустил в Vortex Software игру Revolution — изометрическую абстрактную головоломку —, и опыт её создания повлиял на Deflektor, который также стал абстрактной игрой. Deflektor основывался на простом физическом явлении (движении света в пространстве), которое в дальнейшем было модифицировано с точки зрения игровой механики. На создание игры Косту Панайи вдохновило наблюдение за научным программным обеспечением, которое работало с лазерами. Разработка проводилась в ключе отличия от существующих тенденций в игровой индустрии. Так, в пресс-релизе Deflektor был представлен как «Никаких героев. Никаких врагов. Только чистое мастерство и технологии», а критики после выпуска описывали как «Здесь не нужно сражаться с инопланетянами и зарабатывать богатства. Deflektor это чистая головоломка».
Разработкой оригинальной игры для ZX Spectrum занимался сам Панайи — он выполнил все работы по геймдизайну, программированию и графическому оформлению. Издателем игры стала Gremlin Graphics. За месяц до своего выхода Deflektor анонсировался в журналах CRASH, Sinclair User, Your Sinclair и Popular Computing Weekly. Игра была выпущена на платформе ZX Spectrum в декабре 1987 года в Великобритании, а в феврале 1988 года после анонса в журнале MicroHobby компания Erbe Software выпустила Deflektor в Испании.
Коста Панайи портировал Deflektor на Amstrad CPC, в то время как разработчик Джейсон Перкинс (англ. Jason Perkins) из Gremlin Graphics портировал игру на Commodore 64 и Atari ST. Изначально была анонсирована версия для Commodore 64, которая вышла в феврале 1988 года. В дальнейшем Deflektor появился на Amstrad CPC в марте, на Atari ST в июне того же года, игра для Amiga была выпущена в апреле 1989 года. Программированием Deflektor для последней платформы занимался Билл Аллен (англ. Bill Allen), а графикой — Кевин Балмер (англ. Kevin Bulmer) и Стив Керри (англ. Steve Kerry). В апреле 1992 года данная портированная версия была выпущена повторно, под изданием компании Pocket Power.
Над музыкальным оформлением для всех платформ работал Бен Даглиш. Мелодии игры создавались посредством написания программы на ассемблере, и их исполнение отличается на разных платформах. В своё время музыка была высоко оценена критиками игровой прессы, а с 2000-х годов она исполняется на некоторых ретро-концертах.
Звуковое сопровождение для ZX Spectrum было реализовано на одноканальном динамике компьютера. Написание музыки для Commodore 64 отличалось тем, что у этого компьютера имеется сопроцессор SID, дающий возможность воспроизведения нескольких каналов цифрового звука. Как отмечал Бен Даглиш, данное преимущество Commodore 64 ценилось игроками, которые в ряде случаев покупали игры из-за качества их саундтреков. Сотрудничая с Gremlin, Бен Даглиш использовал драйвера для создания музыки, и, в частности, программное обеспечение Энтони Кроутера. В 1980-х гг. для композиторами компьютерных игр практиковалось два подхода: создание музыки на основании экспериментов с программным кодом, и написание нот с дальнейшими попытками воспроизведения наиболее близкого к ним звучания. Бен Даглиш в своем творчестве всегда использовал второй подход, но Deflektor оказался исключением — однажды у композитора получилось программно сделать особенный звук колокольчика, и в дальнейшем музыкант на его основании написал мелодию для игры.
Над портированием Deflektor (яп. ディフレクター) на платформы NEC PC-8801, NEC PC-9801 и Sharp X68000 в компании Bullet-Proof Software работали японские разработчики. В данных версиях в игру были добавлены инструкции, возможность сохранения, межуровневые видеоролики, а также переработаны графика, звуковое оформление и игровой интерфейс. Уровни остались такими же, но были внесены некоторые изменения в игровой процесс (например, появилось несколько типов «призраков», часть из которых стало возможным уничтожать лазером). Данные версии Deflektor'a были выпущены в Японии в 1991 году.
Deflektor был выпущен в нескольких сборниках игр, таких как 10 Mega Games Volume One (первый том мега-игр) в 1988 году, Action Amiga (пять игр-экшн для Amiga) и Best of Gremlin (25 full games) (25 лучших игр Gremlin) в 1999-м. В 2004 году игра вошла в состав сборника журнала Retro Gamer, который позиционировался как лучшие 10 игр от Gremlin. 12 апреля 2012 года Deflektor был выпущен в сборнике 100 Greatest Hits (100 величайших хитов [для ZX Spectrum]) на платформе iOS, который был посвящен тридцатилетию появления компьютера ZX Spectrum.
После успеха Deflektor и его портирования на ряд платформ, в том числе на 16-битные (Amiga и Atari ST), в Vortex Software начались работы по созданию новой игры, которая уже использовала манипулятор-мышь в качестве управления, задействовала скроллинг экранов, а также имела ряд игровых нововведений. Однако компания столкнулась с финансовыми проблемами и, помимо этого, её покинул Коста, который вернулся в машиностроение в качестве инженера. В середине 1990-х рассматривались планы по разработке игры на Sega Mega Drive/Genesis, карманном компьютере Psion 3 и PC под операционную систему Windows, но они не были реализованы.
В 2013 году Amiga Games Inc объявила о планах портирования 200 игр на мобильные платформы, среди которых была отдельно сделана выборка из 15 наиболее популярных игр, в число которых входил Deflektor.

## Оценки и мнения

### Приём
| Иноязычные издания | Иноязычные издания            | Иноязычные издания            | Иноязычные издания            | Иноязычные издания            | Иноязычные издания            |
| Издание            | Оценка                        | Оценка                        | Оценка                        | Оценка                        | Оценка                        |
| Издание            | Amiga                         | Amstrad CPC                   | Atari ST                      | Commodore 64                  | ZX Spectrum                   |
| ------------------ | ----------------------------- | ----------------------------- | ----------------------------- | ----------------------------- | ----------------------------- |
| ACE                | 935                           |                               |                               | 906                           | 906                           |
| ASM                | 9,8/12                        | 9,3/12                        | 9,3/12                        | 9,3/12                        |                               |
| Amiga Power        | 79 %                          |                               |                               |                               |                               |
| Amstrad Action     |                               | 90 %                          |                               |                               |                               |
| Commodore User     | 77 %                          |                               |                               | 8/10                          |                               |
| Crash              |                               |                               |                               |                               | 77 %                          |
| CVG                |                               |                               |                               | 35/40                         | 32/40                         |
| Datormagazin       |                               |                               |                               | 3,7/5                         |                               |
| Génération 4       |                               |                               | 80 %                          |                               |                               |
| Happy Computer     |                               |                               |                               | 68 %                          |                               |
| MicroHobby         |                               |                               |                               |                               | 8/10                          |
| Power Play         |                               | 22/30                         |                               | 20/30                         |                               |
| Sinclair User      |                               |                               |                               |                               | 8/10                          |
| The Games Machine  |                               |                               | 88 %                          |                               |                               |
| The One            | (переиздание)                 |                               |                               |                               |                               |
| Your Sinclair      |                               |                               |                               |                               | 9/10                          |
| Zzap!64            |                               |                               |                               | 81 %                          |                               |
| Amiga Force        | 80 % (переиздание)            |                               |                               |                               |                               |
| Награды            |                               |                               |                               |                               |                               |
| Издание            | Награда                       | Награда                       | Награда                       | Награда                       | Награда                       |
| ACE                | Лучшие 100 игр, 844/1000      | Лучшие 100 игр, 844/1000      | Лучшие 100 игр, 844/1000      | Лучшие 100 игр, 844/1000      | Лучшие 100 игр, 844/1000      |
| Your Sinclair      | Лучшие головоломки, 7-е место | Лучшие головоломки, 7-е место | Лучшие головоломки, 7-е место | Лучшие головоломки, 7-е место | Лучшие головоломки, 7-е место |
| ACE                | 5 лучших головоломок          | 5 лучших головоломок          | 5 лучших головоломок          | 5 лучших головоломок          | 5 лучших головоломок          |
| Amstrad Action     | Лучшая игра месяца, март 1988 | Лучшая игра месяца, март 1988 | Лучшая игра месяца, март 1988 | Лучшая игра месяца, март 1988 | Лучшая игра месяца, март 1988 |

Игровая пресса отметила высокими оценками играбельность, увлекательность и оригинальность Deflektor. Графика, сложность и глубина проработки игры также удостоились положительных отзывов. Критики не нашли в игре явных недостатков, а самые низкие баллы в некоторых обзорах получили звуковые эффекты (в числе таких оценок — 4/10 от ACE, 6/10 и 8/10 от Computer and Video Games и 64 % от Amtrad Action). Вместе с тем высоко была оценена музыка Deflektor, которую критики называли «превосходной», «великолепной», «восхитительной» и «мелодичной».
Первыми рецензентами игры стали обозреватели Your Sinclair и CRASH. В статье первого журнала приветствовался тот факт, что игра была явно разработана для «Speccy» с учётом его блочной графики и ярких цветов. Критиком Your Sinclair, как и всеми тремя журналистами CRASH, было отмечено, что игра очень увлекательна и играбельна. В обзоре CRASH обратили внимание на затягивающую сложность головоломок, которые заставляют думать и не требуют спешки, но в то же время могут довести до бешенства именно своей сложностью. С данным мнением согласились рецензенты Sinclair User и ACE. В публикации ACE сильной стороной игры была названа сложность головоломок, а слабой — звуковые эффекты. Кроме этого, в рецензии было отмечено, что при разработке в игровом процессе было применено несколько необычных решений — например, восполнение жизней на каждом уровне или чередование сложности уровней по мере их прохождения. По мнению, высказанному в статье журнала Micro Hobby, Deflektor был одной из самых оригинальных игр за последние годы.
Журналисты сравнивали Deflektor с игрой Rebel от Virgin Games Ltd (она вышла месяцем раньше), у которой игровая механика тоже построена на оптике лазерного луча. Deflektor, по мнению критиков, выигрывал в этом сравнении и был описан как более глубокая и продуманная игра с более сложными головоломками. Обозреватель CRASH Пол Самнер (англ. Paul Sumner), рассматривая игру в контексте игр-головоломок, таких как Pi-R Squared и Think!, описал Deflektor как одну из самых захватывающих.
В обзоре Computer and Video Games одновременно рецензировались версии для ZX Spectrum и Commodore C64, для второй из которых было отмечено лучшее звуковое оформление, а также было сказано, что данной игры-головоломки является наличие аркадных элементов. В статье журнала Zzap! критик обратил внимание на то, что игровой процесс становится механическим и теряет привлекательность при повторном прохождении уровней. Аналогичное замечание сделал и обозреватель журнала Happy Computer, по мнению которого хорошим решением было бы прохождение уровней на выбор. Критик Commodore User писал:
Не играйте в Deflektor, если вам дорог рассудок. Я попробовал — и посмотрите, что со мной произошло. Deflektor — более коварная игра, чем кубик Рубика, более изматывающая умственно, чем шахматы, требующая больших интеллектуальных ресурсов, чем свидание вслепую — не для слабонервных <...> Как и многие другие работы студии Gremlin, [их] Deflektor это ещё одна очень оригинальная игра.
Оригинальный текст (англ.)Don't play Deflektor if you value your sanity. I did and look what happened to me. More cunning than Rubik's cube, more mentally sressful than a game of chess, more intellectually demanding than Blind Date, Deflektor is tough on the nerves <...> Like a lot of things Gramlin do, Deflektor is another highly original game.
В журнале Power Play рецензировались версии для Commodore 64 и Amstrad CPC, где для первой была отмечена оригинальность идеи, но автор статьи указал на некоторые проблемы — очевидность решения некоторых уровней или неравномерность сложности и удовольствия от игры по мере их прохождения. В публикации журнала Amstrad Action рецензент в качестве краткой характеристики игры назвал «сложность» из-за ограничения времени и необходимости решать головоломки, и «увлекательность», связанную с непредсказуемостью игровых событий.
В обзоре версии для Atari ST в журнале The Games Magazine звуковые эффекты были определены как функционально достаточные, управление как простое и удобное, а игровой процесс увлекательным и сложным, который заставляет думать. Графика описана как чёткая и красочная, отлично показывающая игровые события. Аналогичного мнения о графике придерживались журналисты Génération 4, которые в своём обзоре сообщили, что Deflektor демонстрирует хороший баланс между стратегией и экшн, а игровой процесс очень оригинален и среди логических игр стоит наравне с Тетрис и Sentinel. Отдельно критик (подобно рецензенту Happy Computer) высказал мнение, что было бы лучше, если бы в игре была реализована система паролей для пропуска уже пройденных уровней.
Версия для Amiga в журнале Zzap! была оценена неоднозначно, где критике подверглась простота прохождения уровней. В журналах ACE и Commodore User для версии Amiga оценки были выставлены, но не прокомментированы. О повторном выпуске игры для данной платформы писали в журналах The One и Amiga Power, где опубликовали сдержанные отзывы. Обозреватель журнала Aktueller Software Markt позитивно оценил Deflektor и отнёс его к числу лучших продуктов Gremlin; были отмечены оригинальность и простота идеи. По мнению рецензента, во время портирования была проведена хорошая работа над графикой, а самой положительной оценки по мнению критика удостоилась мотивация, которую даёт игра.
Deflektor попадал в рубрику The Games You Have to Have… журнала ACE. Deflektor в рецензии CRASH на сборник игр 10 Mega Games Volume One был поставлен на третье место и описан как интригующая и заслуживающая внимания головоломка.

### В ретроспективе
В обзоре российского журнала Konig 1994 года Deflektor описан как «ослепительная», «сенсационнооригинальная и трудная», а также «незаслуженно забытая» игра. В 1995-м году разработчик компьютерных игр Марк Хей-Хатчинсон, описывая историю компании Vortex Software, сообщил, что Deflektor является полностью оригинальной и абстрактной игрой, которая основана на очень простом концепте и имеет глубокий геймплей. Вместе с тем Марк отметил, что ни одна из портированных версий не сравнима с оригинальным Deflektor для ZX Spectrum. В сборнике игр, выпущенном журналом Retro Gamer в 2004 году, Deflektor был описан как «пожалуй, идеальный пример игры-головоломки». В 2007 году Eurogamer охарактеризовал игру как головоломку, которую сложно вспомнить из-за того, что в конце 1980-х большинство игр были в жанре экшн, и развитие в то время было сосредоточено на графике. При этом журналист отметил простоту игровой идеи, назвал Deflektor незаслуженно забытой игрой и поставил оценку 8/10. В том же году журнал «Страна игр» назвал Deflektor необычной и достаточно сложной игрой, ставшей одним из главных хитов Gremlin Graphics. В 2011 году в журнале Retro Gamer была опубликована статья о Deflektor, где её автор сообщил о том, что, по его мнению, игра относится к лучшим головоломкам, для которых нехарактерно исключительное визуальное оформление, но при этом Deflektor базируется на простой идее, которая безупречно реализована. Дополнительно критик сообщил, что игра приносит удовольствие даже тогда, когда становится очень сложной. В статье 2014 года журнала Retro Gamer игра была охарактеризована как одна из тех, которые не устаревают со временем по графике, управлению и игровому процессу, а разработчики мобильных платформ используют Deflektor как источник вдохновения. В том же номере Deflektor описан как одна из тех инновационных игр, в которую можно играть спустя многие годы, и это отличает её от других. В то же время, согласно обзору, игра не стала прародителем множества клонов и поэтому свежо воспринимается в настоящее время.

### Награды
Deflektor является лучшей игрой марта 1988 года по версии журнала Amstrad Action. В 1988 году Deflektor вошёл в сотню лучших игр по версии журнала ACE, где игра была описана как уникальная, но очень лёгкая, так как для прохождения уровней достаточно перебирать все позиции зеркал. В 1990 году автор статьи в журнале Your Sinclair поставил Deflektor на 7-е место из девяти лучших головоломок и при этом описал игру как особенную и увлекательную. В 1991 году журнале ACE игра была помещена в пятёрку лучших игр-головоломок.

## Влияние
Deflektor рассматривался современниками как особенная головоломка, одна из лучших в своём жанре. В ретроспективе Deflektor описывается как один из характерных примеров головоломок рубежа 1990-х, когда геймдизайнеры получали вдохновение из различных источников, включая зеркала и лучи лазеров.
В ноябре 1989 года Gremlin Interactive выпустила сиквел Mindbender (в некоторых версиях называемый как Deflektor 2). В данной игре был изменён сеттинг: если в Deflektor действие происходит в лаборатории, то в Mindbender игрок управляет волшебником, который использует магический луч. Сиквел построен на аналогичной игровой механике: игроку нужно управлять магическим потоком энергии с помощью зеркал; в игре нужно уничтожать магическим лазером цели, после поражения которых открывается дверь на следующий уровень. Вместе с тем в игру был добавлен режим многопользовательской игры, а в игровом процессе появились новые элементы, например ключи, попадание луча в которые открывает новые части уровня.
Deflektor считается одной из игр, которые до сих пор предлагают основу для творчества и пищу фантазии современных геймдизайнеров. Для разработчиков середины 2010-х, работающих на мобильных платформах, игра является одним из хороших источников вдохновения. По заключению редакции журнала «Страна игр», Deflektor породил такое количество клонов, что для одного только их перечисления и обсуждения требуется отдельная публикация. Самыми известными являются следующие неофициальные ремейки: в 2001 году для платформы Windows Игнасио Перес Гил (исп. Ignacio Pérez Gil) разработал и опубликовал игру Deflektor PC, а в 2003 году для платформ Windows и Linux Хольгером Шемелем (нем. Holger Schemel) была разработана и выпущена игра Mirror Magic. Помимо этого головоломки, подобные Deflektor, можно встретить в других играх в качестве мини-игры.
Мелодии игр Deflektor и The Last Ninja, наряду с композициями таких музыкантов 1980-х, как Роб Хаббард и Джон Хэр, оказывают влияние на творчество современных композиторов компьютерных игр, а сам Бен Даглиш рассматривается как одна из культовых фигур. Музыка Deflektor исполняется на ретро-концертах, например, Back In Time (регулярно проходят с 2001 года) и Retrovision В своих интервью Бен Даглиш говорил, что саундтрек Deflektor является его любимым в современной аранжировке, а также причислил его к тройке своих любимых ретро-композиций. Мелодия Deflektor выпускается в музыкальных сборниках. В 2004 году она стала одной из 18 композиций диска C64 Remixes, где записана в исполнении композитора Рейна Оуаханда (англ. Reyn Ouwehand). Мелодия также выпущена на диске Nexus 6581 того же композитора. Существуют ремиксы на музыку Deflektor в современной аранжировке. В 2000 году ремикс был выпущен композитором Чаком Доджерсом (англ. Chuck Dodgers), а в 2011 году немецкая рок-группа Zero Divison в альбоме Through The Night выпустила песню «Cover your light», мелодия которой представляет собой ремикс мелодии Deflektor. На песню был также снят видеоклип.
Саундтреки Deflektor являлись характерными примерами для участников демосцены. Так, в журнале Body исполнение для Commodore 64 приводилось в пример того, что саундтрек, будучи преобразованным в стандартный формат, занимает 464 килобайт, в то время как в машинном коде игры требует менее 4 килобайт.